# Rekreatur
Rekreatur è il terzo album degli Equilibrium, pubblicato il 18 giugno 2010 dalla Nuclear Blast.
L'edizione in digipack conteneva un disco bonus contenente cinque tracce, provenienti da questo e da vecchi album, rivisitati in chiave strumentale ed acustica.
La Nuclear Blast, sul proprio sito, ha inoltre commercializzato una versione speciale in cofanetto limitata a 500 copie contenente i due cd e una collana della band.
I testi sono tutti opera di Andreas Völkl, mentre le parti strumentali sono state composte da René Berthiaume.

## Tracce
1. In Heiligen Hallen - 6:11
2. Der Ewige Sieg - 4:16
3. Verbrannte Erde - 5:43
4. Die Affeninsel - 5:08
5. Der Wassermann - 6:32
6. Aus Ferner Zeit - 9:21
7. Fahrtwind - 4:49
8. Wenn Erdreich Bricht - 6:59
9. Kurzes Epos - 13:02

### CD Bonus
1. Der Ewige Sieg - 4:18
2. Nach dem Winter - 4:12
3. Blut im Auge - 4:43
4. Die Prophezeiung - 5:10
5. Heimwärts - 2:32

## Formazione
- Robert "Robse" Dahn − voce
- Rene Berthiaume − chitarra
- Andreas Völkl − chitarra
- Sandra Völkl − basso
- Tuval "Hati" Refaeli − batteria

### Ospiti
- Gaby Koss - voce